# Летнинская
Летнинская — река в России, протекает в Ханты-Мансийском АО. Впадает в озеро Яхтур. Длина реки составляет 10 км.
Берёт начало из озера Летнинского.
В бассейн реки входит следующая система: Энтопля → Волохетское → Волхья → Летнинское.

## Данные водного реестра
По данным государственного водного реестра России относится к Иртышскому бассейновому округу, водохозяйственный участок реки — Конда, речной подбассейн реки — Конда. Речной бассейн реки — Иртыш.
Код объекта в государственном водном реестре — 14010600112115300017747.